# Caio Sulpício Galba
Caio Sulpício Galba (em latim: Gaius Sulpicius Galba; m. 36) foi um senador romano da gente Sulpícia eleito cônsul em 22 com Décimo Hatério Agripa. Era filho de Caio Sulpício Galba, cônsul sufecto em 5 a.C.. Sérvio Sulpício Galba, seu irmão, foi imperador em 69, no conturbado ano dos quatro imperadores.

## Carreira
Suetônio relata que, depois de gastar sua fortuna, Galba deixou Roma e tentou ser procônsul em 36 para ganhar dinheiro. Porém, ele foi impedido pelo imperador Tibério, que era contra governadores cujo único objetivo era enriquecer. Conta-se que logo depois Galba se matou.